# La force tranquille
La force tranquille est le slogan de François Mitterrand lors de la campagne présidentielle française de 1981, avec lequel il remporte l'élection cette même année.

## Origine

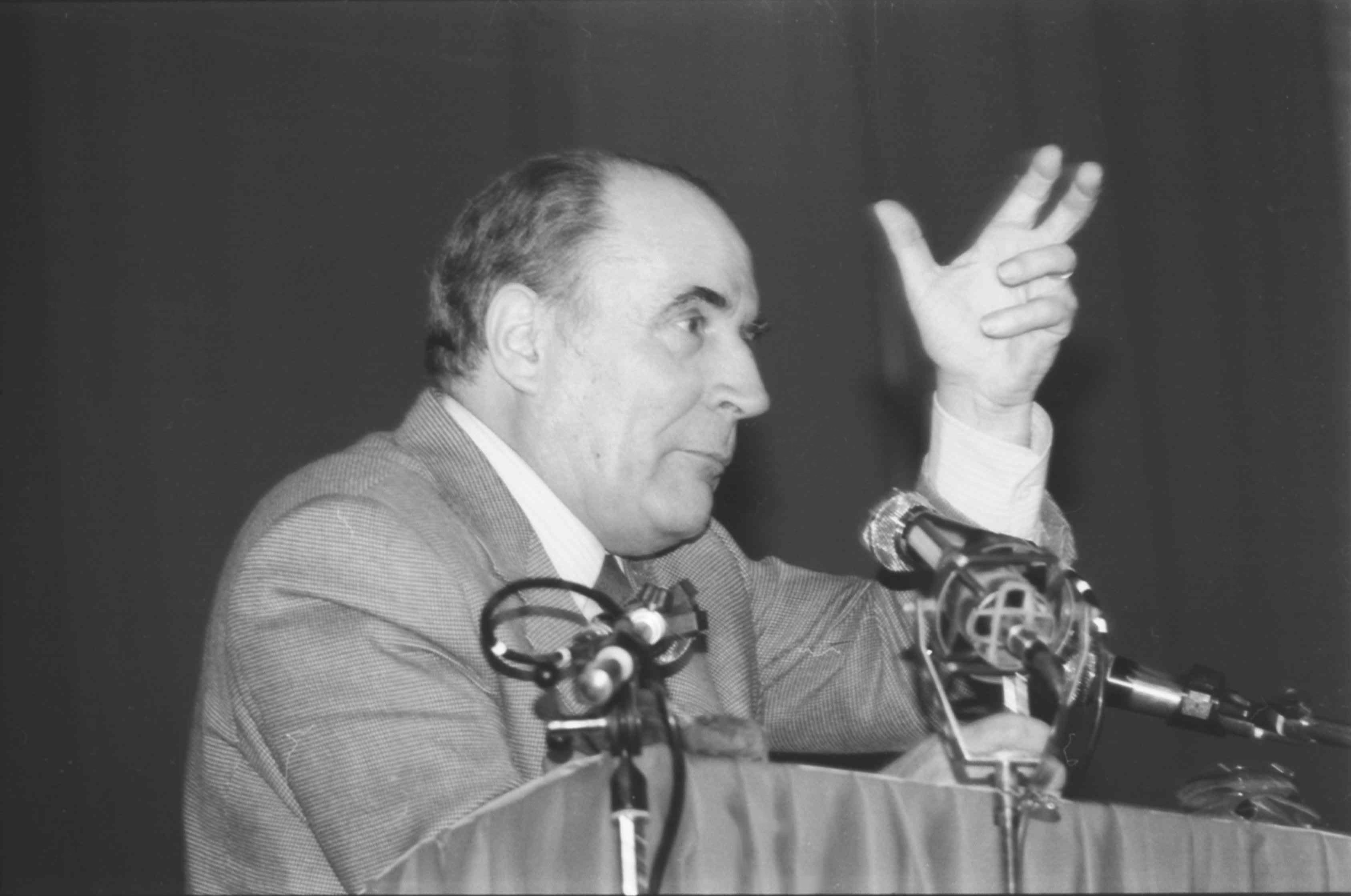
François Mitterrand en meeting en avril 1981.

Le 5 juin 1936, le socialiste Léon Blum, devenu chef du gouvernement de Front populaire, avait employé l'expression « force tranquille » dans un bref discours radiodiffusé. 
François Mitterrand entame sa troisième candidature à l'élection présidentielle, après 1965 et 1974. Plusieurs fois ministre sous la IVe République et premier secrétaire en exercice du Parti socialiste, il utilise son expérience politique comme un atout pour briguer la magistrature suprême.
Face à lui, Valéry Giscard d'Estaing, président de la République sortant. Sa campagne, marquée par l'affaire des diamants, voit tout de même sa popularité remonter avec le slogan : « Il faut un président à la France ». C'est pourquoi, pour marquer le coup, François Mitterrand attache une forte importance à trouver une phrase qui marquera sa campagne. Il en parle longuement avec ses équipes de communication. Composées de grands noms de la publicité et de la communication tels que Jacques Pilhan, Jacques Séguéla, Gérard Colé en petit comité proche du candidat, elles auront pour but de moderniser son image par un slogan choc. Valéry Giscard d'Estaing l’ayant surnommé « l‘homme du passé », les équipes de communication vont jouer de son âge plus élevé que celui de son concurrent : Valéry Giscard d'Estaing a 55 ans, François Mitterrand a dix de plus. N'étant pas un grand utilisateur des nouvelles technologies, il est vu par les Français comme un homme âgé mais doté d'une grande sagesse. C'est pourquoi les équipes de communication vont vouloir accentuer le coup pour en faire une grande qualité face à son concurrent.
Contrairement à ce que beaucoup ont pu croire, l’inventeur du slogan n'est pas Jacques Séguéla, à l'époque directeur de la stratégie et de la communication de François Mitterrand, mais une jeune stagiaire, Anne Storch.
L'histoire raconte que c'est lors d'une discussion consacrée à trouver le slogan que « La force tranquille » fut trouvé. Le débat réunissait les conseillers en communication Jacques Pilhan, Jacques Séguéla, Gérard Colé et Anne Storch. C'est cette dernière qui prononcera la phrase décisive : « Mitterrand, ce n'est pas seulement l'homme tranquille, c'est la force tranquille ! ».

## Mythe du clocher

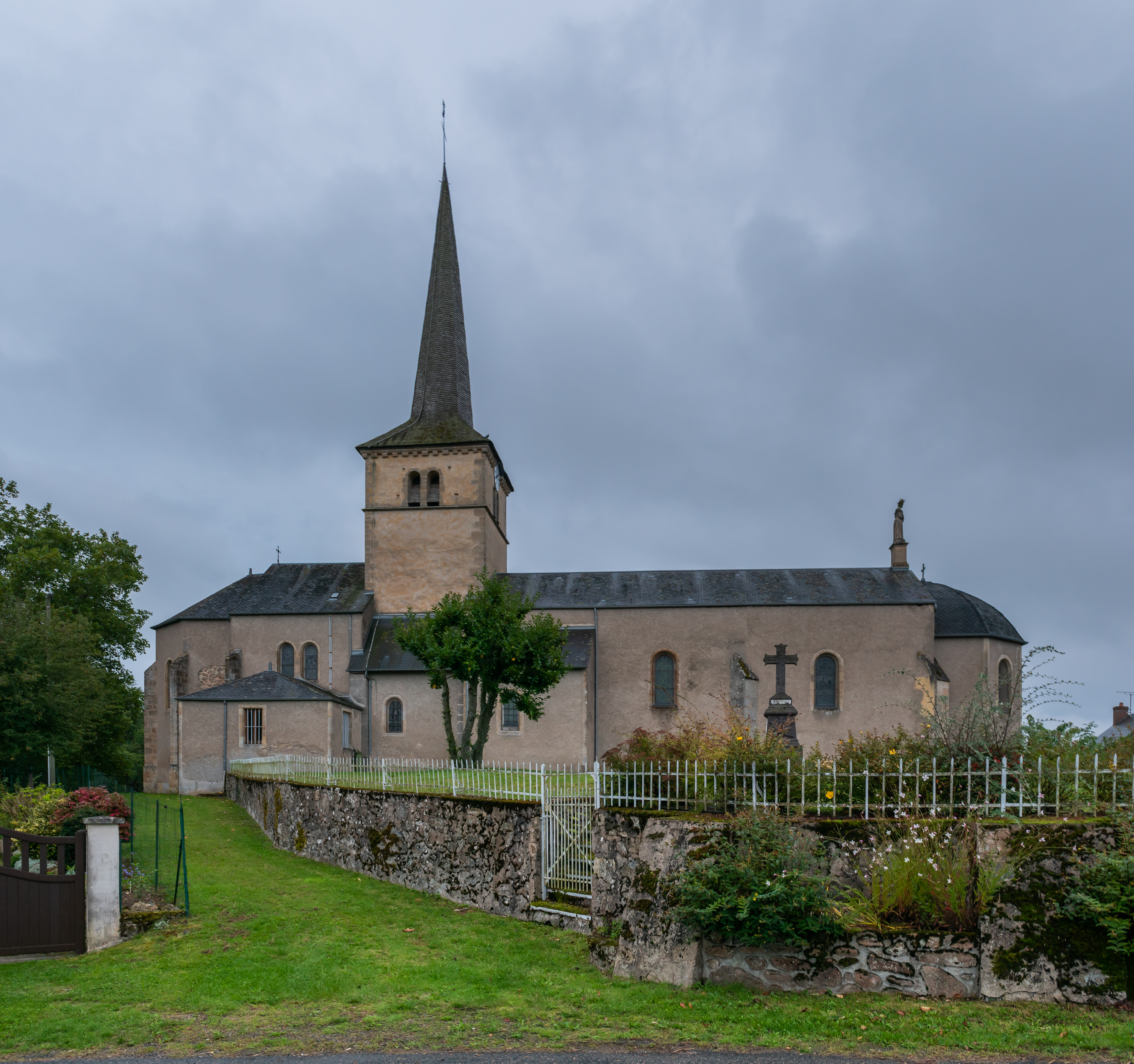
L'église paroissiale.

Jacques Séguéla est le « maître d'œuvre » de l'affiche de campagne. Le village en arrière-plan, ainsi que son église, ne sont pas pris au hasard. François Mitterrand était alors encore maire de Château-Chinon, une commune située à une dizaine de kilomètres du petit village de Sermages, où la photographie a été prise. Il était en outre député et président du conseil général de la Nièvre, dans lequel se situe la commune. L'église est le siège de la paroisse Saint-Pierre. Cependant, pendant de nombreuses années, des villes et villages de France se sont impunément attribué le toit de cette église visible sur l'affiche de campagne.
Le candidat à l'élection présidentielle voulait que sa photographie soit la plus laïque possible. Celle-ci a donc été retouchée : pour faire disparaître la croix qui surmonte l’édifice, le clocher a été « tronqué »,.

## Prise de la photo
La photo est prise fin janvier, début février 1981. Toute l'équipe de François Mitterrand se rend dans ce petit village. Ce jour-là, la météo n'est pas très clémente, le temps est froid, gris et pluvieux. L'équipe s'installe un peu en hauteur de la ville pour avoir le clocher en arrière-plan. Le candidat n'est toutefois pas dans la bonne tenue, il doit se mettre en costume. Mais il n'a pas le temps de trouver un lieu pour se changer. François Mitterrand veut faire cela vite, en quelques minutes. Il se retrouve donc à se changer derrière une voiture au bord d'une petite route. Son photographe, Patrick de Mervelec, racontera par la suite : « Il était quand même derrière la voiture en caleçon pour se changer. Je n'ai pas osé faire la photo parce que je me suis dit que j'allais avoir des problèmes ».
Après plusieurs grandes respirations de François Mitterrand, la photo finit par être prise quelques minutes plus tard lors d'un rayon de soleil parmi les nuages.

## Postérité
Outre la victoire de François Mitterrand deux mois plus tard à l'élection présidentielle, cette photo ainsi que cette célèbre phrase sont connues par une grande partie des Français. Plus récemment en 2012, lors de la campagne de François Hollande, son affiche de campagne rappelait fortement celle de son confrère du Parti socialiste. L'arrière-plan montrant la ville dont est originaire François Mitterrand est semblable au choix de François Hollande montrant la Corrèze, sa terre d'élection. 
De même pour Ségolène Royal dans son discours pour la Fête de la Fraternité en septembre 2010. On lui demanda ce que la fraternité représentait pour elle. Elle répondit naturellement : « La force tranquille ».
La photographie novatrice avec comme fond un paysage de campagne restera dans les esprits et sera de nombreuses fois recopiée, et des politiques français de tous bords s'en inspireront comme Nicolas Sarkozy en 2011 posant pour un calendrier remerciant les adhérents de l'UMP.